# Wendigo
Wendigo (Plural: Wendigowak; dt. „Menschenfresser“) ist ein mythisches Wesen der Anishinabe-Kultur, speziell der Ojibwa und der Cree. Es soll sich um einen bösartigen und rachsüchtigen Geist handeln, der von Menschen Besitz ergreift, sie in den Wahnsinn treibt und zu Kannibalen macht.

## Beschreibung

### Zum Namen
Auch wenn stets dasselbe Wesen gemeint ist, so ist der Wendigo unter zahlreichen, divergierenden Lesungen bekannt: Windigo, Wintego, Wendago, Wihtego, Wetigo, Windego, Wintigo, Wintsigo, Windagoo, Windikouk, Weendigo, Wiitigo, Weendegoag, Weendago und Weetigo.

### Aussehen und Verhalten
Normalerweise wird der Wendigo als anthropomorph beschrieben. Er soll in tiefen, dunklen Wäldern und auf verlassenen Friedhöfen hausen. Wenn er Gestalt annimmt, so soll sein Aussehen etwas an das moderner Zombiebeschreibungen erinnern: Seine Haut ist stellenweise schwärzlich verfärbt, als würde sein Fleisch verderben. Sein lippenloser Mund ist mit spitzen Zähnen besetzt, seine Augen stehen markant hervor. Sie sollen wie die Augen einer Eule aussehen, aber völlig blutunterlaufen sein. Seine Füße werden als fast einen Meter lang beschrieben, die Fersen sind auffallend spitz und enden in einem einzelnen, großen Zeh. Seine Hände enden vorgeblich in langen, spitzen Klauen. Häufig wird er mit einem Hirschgeweih und einem Hirschkopf dargestellt. Der Wendigo ist angeblich so groß, dass er die Spitzen von Bäumen abbeißen kann. Trotzdem soll er sich unglaublich schnell fortbewegen können. Sein Herz soll aus steinhartem Eis bestehen.
Der Wendigo soll ein ausdauernder und hartnäckiger Stalker und Häscher sein: er steigt einsamen Wanderern und Jägern nach, bis die Dunkelheit hereinbricht, dann überfällt und frisst er sein Opfer. Er soll aber auch in der Lage sein, entweder mittels mächtiger Zauberei oder durch Besitzergreifung einzelne Menschen in den Wahnsinn zu treiben. Dann bringt er sein Opfer dazu, seine Jagdbegleiter oder gar eigene Familienmitglieder zu töten und ihr Fleisch zu essen (Kannibalismus). In vielen Legenden und Anekdoten lässt der Wendigo jüngst Verstorbene zu Wiedergängern werden, welche er dann gegen lebende Personen losschickt. Weiteren Überlieferungen zufolge finden die Geister getöteter Wendigo-Opfer keine Ruhe und werden oft selbst zu einem Wendigo.

## Hintergründe
Das Wesen des Wendigo lässt sich den Natur- und Totengeistern zuordnen. Geschichten und Legenden um den Wendigo werden innerhalb der Ojibwa- und Cree-Gemeinden seit Urzeiten überliefert. Die Angst vor dem Wendigo ließ die indigenen Menschen  stets in kleinen Gruppen losziehen, um in den Wäldern zu jagen. Wenn ein Stammesbruder von seiner Jagd nicht mehr zurückkehrte, wurde oft der Wendigo verantwortlich gemacht. Der Glaube an Wendigowak war so stark, dass Gesetze und Tabus innerhalb der indigenen Gemeinden eingeführt wurden, die den Umgang mit vorgeblich Besessenen und Wendigowak regeln sollten. Wenn beispielsweise ein Stammesbruder besessen war, mussten seine Begleiter ihn umgehend töten. Europäische Siedler und Missionare berichteten im frühen 19. Jahrhundert über Exekutionen von angeblich Besessenen in den Gemeinden der Cree, Ojibwa und der Saulteaux. Kindern und Jugendlichen wurden (und werden) Gruselgeschichten über Wendigowak erzählt, um sie zu erziehen und von nächtlichen Alleingängen abzuhalten.

## Metaphorik und Psychologie
„Der Wendigo war bis aufs Äußerste ausgezehrt, seine ausgetrocknete Haut zog sich fest über seine hervortretenden Knochen. Mit seiner dem Tod gleichenden, aschgrauen Hautfarbe und seinen tief in die Höhlen zurückgezogenen Augen sah der Wendigo aus wie ein schauerliches Skelett, das jüngst seinem Grabe entstiegen war. Unrein und an Vereiterungen des Fleisches leidend, versprühte der Wendigo einen seltsamen und unheimlichen Geruch nach Verfall und Verwesung, nach Tod und Korruption.“

Einige Ureinwohner Nordamerikas schrieben der Kreatur eine metaphorische Bedeutung zu. Hierbei beschränkten sie sich nicht nur auf Personen, sondern auch auf Ideen oder Bewegungen. So steht der Wendigo für einen „[…] (selbst-)zerstörerischen Drang zu Gier und übermäßigem Konsum […] – Wesenszüge, die Disharmonie und Zersetzung säen, insofern sie unbehandelt blieben. Folglich war der Wendigo ein Symbol der Korruption und des Werteverfalls.“ Auch kann das Wesen in Bezug auf den damit verbundenen Kannibalismus sinngemäß für eine den anderen geradezu verzehrende, egoistische und schwächende Art des Agierens stehen. Im Film Ravenous – Friss oder stirb wird dieser Aspekt aufgegriffen, als sich eine Indianerin mit den Worten „Wendigo nur nimmt, niemals gibt.“ zu den Praktiken der in dem Werk vorkommenden Kannibalen äußert. Diese sollen durch den Verzehr menschlichen Fleisches zur eigenen Stärkung die Energie eines anderen in sich aufnehmen. Vergleichend sei hier auch auf die realen Vorkommnisse rund um die sogenannte Donner Party verwiesen.
Psychiater in Nordamerika führten in den 1980er-Jahren heftige Debatte über den kontroversen Begriff der „Windigo-Psychose“. Die häufigsten Symptome waren ein intensives Verlangen nach Menschenfleisch oder die Angst davor, ein Kannibale zu werden. Gut 100 Jahre zuvor soll beispielsweise der kanadische Fallensteller Swift Runner an dieser Krankheit gelitten haben. Im Winter 1878 soll der Mann angesichts einer Hungersnot zuerst seine Frau und schließlich die letzten fünf seiner Kinder verspeist haben. Die Familie hätte die Möglichkeit gehabt, an Nahrungsmittel zu gelangen, weshalb gemutmaßt wurde, der später geständige und auch hingerichtete Swift Runner hätte an der „Windigo-Psychose“ gelitten.
Der Stamm der Algonkin versuchte hingegen, Personen, die derartige Symptome aufwiesen, zu heilen. Hierbei machten sie entweder von exorzistischen Methoden Gebrauch oder versuchten, mithilfe einer Behandlung mit heißem Fett eine Erwärmung des Körpers zu erreichen sowie eine „Vereisung“ des Herzens zu verhindern. Häufiger folgte bei mangelndem Erfolg die Hinrichtung des Kranken, durchaus auch auf Wunsch desselben hin.
Der Fall eines gewissen Joseph Fiddler, eines Häuptlings der Saulteaux, steht hingegen stellvertretend für eine vor allem im frühen 20. Jahrhundert grassierende „Windigo-Hysterie“. Im Zuge derer kam es häufiger zu Morden an Personen, von denen vermutet wurde, sie würden sich in Wendigos verwandeln. Unter dem Hintergrund von Landverlust, Krankheiten und der Dezimierung ihres Jagdwildes durchlitten viele indianische Stämme eine Krise, wohingegen die Regierung darauf bedacht war, den Ureinwohnern die Irrationalität deren kultureller Eigenheiten aufzuzeigen. Auch Joseph und sein Bruder Jack machten sich des Mordes an einer Frau schuldig, woraufhin Jack den Freitod wählte und Joseph im Gefängnis verstarb.

## Rezeption

### Romanliteratur
- Die Erzählung The Wendigo von Algernon Blackwood von 1910 ist die früheste literarische Verarbeitung des Stoffes.
- Im Roman Friedhof der Kuscheltiere des Schriftstellers Stephen King stellt sich der Antagonist als Wendigo heraus.[6]
- In „Winterkill“ von Josh Ericson (Pseudonym Thomas Jeiers) spielt der Wendigo eine zentrale Rolle.
- In „Der Monstrumologe und der Fluch des Wendigo“ von Rick Yancey jagt der Monstrumologe mit seinem Assistenten Will Henry einen Wendigo.
- In „Menschenhunger“ von Anette Strohmeyer ist die Legende vom Wendigo Hauptthema.
- Im zweiten Band der „Geschöpfe der Nacht“-Reihe „Wolfsgesang“ von Lori Handeland werden die Jäger von Werwölfen mit der Legende des Wendigo und schlussendlich mit einem Wendigo konfrontiert.
- In Band 4 und 6 der Reihe Super Pulp gibt es einen Wendigo-Zweiteiler von Michael Sonntag
- In dem sechsteiligen Romanzyklus "Intruder" von Wolfgang Hohlbein ist der Antagonist ebenfalls ein Wendigo.

### Spielfilme
- Ghostkeeper, amerikanischer Spielfilm von Jim Makichuk, aus dem Jahr 1981.
- Frostbiter: Wrath of the Wendigo, amerikanischer Spielfilm von Tom Chaney, 1995.[7]
- Knight of the Apocalypse, amerikanischer Spielfilm von Jean-Marc Piché, aus dem Jahr 1998.[8]
- Ravenous – Friss oder stirb, amerikanischer Horror-Western von Antonia Bird, aus dem Jahr 1999.[9]
- Wendigo, amerikanischer Horrorfilm von Larry Fessenden, aus dem Jahr 2001.[10]
- Menschenfresser, amerikanischer Horrorfilm mit Dean Cain, Regie: Michael Emanuel, 2009.[11]
- Lone Ranger – Fantasy Western von Gore Verbinski, 2013
- Dark Was the Night, amerikanischer Horrorfilm von Jack Heller, aus dem Jahr 2014.[12]
- Antlers, amerikanischer Horrorfilm von Scott Cooper, aus dem Jahr 2021.
- Cold Meat, kanadischer Horrorthriller von Sébastien Drouin aus dem Jahr 2024.

### Fernsehserien
- In einer Episode der TV-Serie Charmed – Zauberhafte Hexen treffen die drei Schwestern auf einen Wendigo.
- Die zweite Folge der ersten Staffel der TV-Serie Supernatural ist nach dem in ihr vorkommenden Wendigo benannt.
- In Teen Wolf treffen die Protagonisten auf einen Wendigo.
- In der Serie Legacies kommt in den Folgen 14 und 15 der 3. Staffel ein Wendigo vor.
- Im Mittelpunkt von 'Skin and Bones' (2008) von Larry Fessenden (der achten Episode der Serie 'Fear Itself') steht ein Farmer, der von einem Wendigo besessen ist.
- In der TV-Serie 'Haven' (USA/Can, 2010–2015) wird in einer Episode die Wendigo-Legende als vorrangiger Plot aufgegriffen.
- In mehreren Episoden der Serie Sleepy Hollow treffen Crane, Abbie und Jenny von Zeit zu Zeit auf einen Wendigo.
- In der elften Folge der zweiten Staffel, der Serie Grimm treffen die Protagonisten auf einen Wendigo.
- In den Träumen und Visionen aus der Serie Hannibal sieht Will Graham neben einem schwarzen Hirsch einen Wendigo.
- In der finnischen Krimiserie  Bordertown ist in der 2. Staffel in der Doppelepisode 7 und 8 Fleisch (Originaltitel Verenneito, dtsch. 'Blutmädchen', EA 18. Nov. 2018) der abgebrochene BWL-Student Hans Eiskola (gesp. v. Pyry Nikkilä) der Betreiber eines Spezialitätenrestaurants namens 'Wendy Go', der später als vierfacher Mörder und Kannibale überführt wird.

### Computerspiele
- Im Computerspiel Harveys neue Augen ist der Wendigo eine der Inkarnationen des zentralen Antagonisten.
- Im Videospiel Until Dawn (2015) treten Wendigowak als zentrale Antagonisten auf.
- In der Videospiel-Reihe Final Fantasy gibt es in einigen Teilen ein Monster mit dem Namen Wendigo.
- Im Videospiel Kona existiert ein Buch, das die Sage vom Wendigo beschreibt.
- Im Videospiel Diablo II gibt es eine Gegnerklasse namens Wendigo.[13]
- Im Videospiel World of Warcraft erscheinen Wendigowak im Startgebiet der Zwerge als Gegner. Allerdings in einer anderen Interpretation als das Original.
- Im Videospiel Fallout 76 ist der Wendigo eine Gegnerart, die auch mit einer Quest verknüpft ist.
- Im Videospiel Folklore Hunter begibt man sich auf die Jagd nach einem Wendigo.
- Im Videospiel Outward (2019) ist der Wendigo eine mehrfach auftretende Gegnerart.
- Im Videospiel Labyrinthine ist der Wendigo (hier Wickerman genannt) eine Monsterart, die in verschiedenen Leveln auftreten kann.
- Im Videospiel Wired West ist der Wendigo (hier Wiindigo genannt) eine Gegnerart, die mit einer Quest verknüpft ist.